# Droga dla rowerów (Polska)

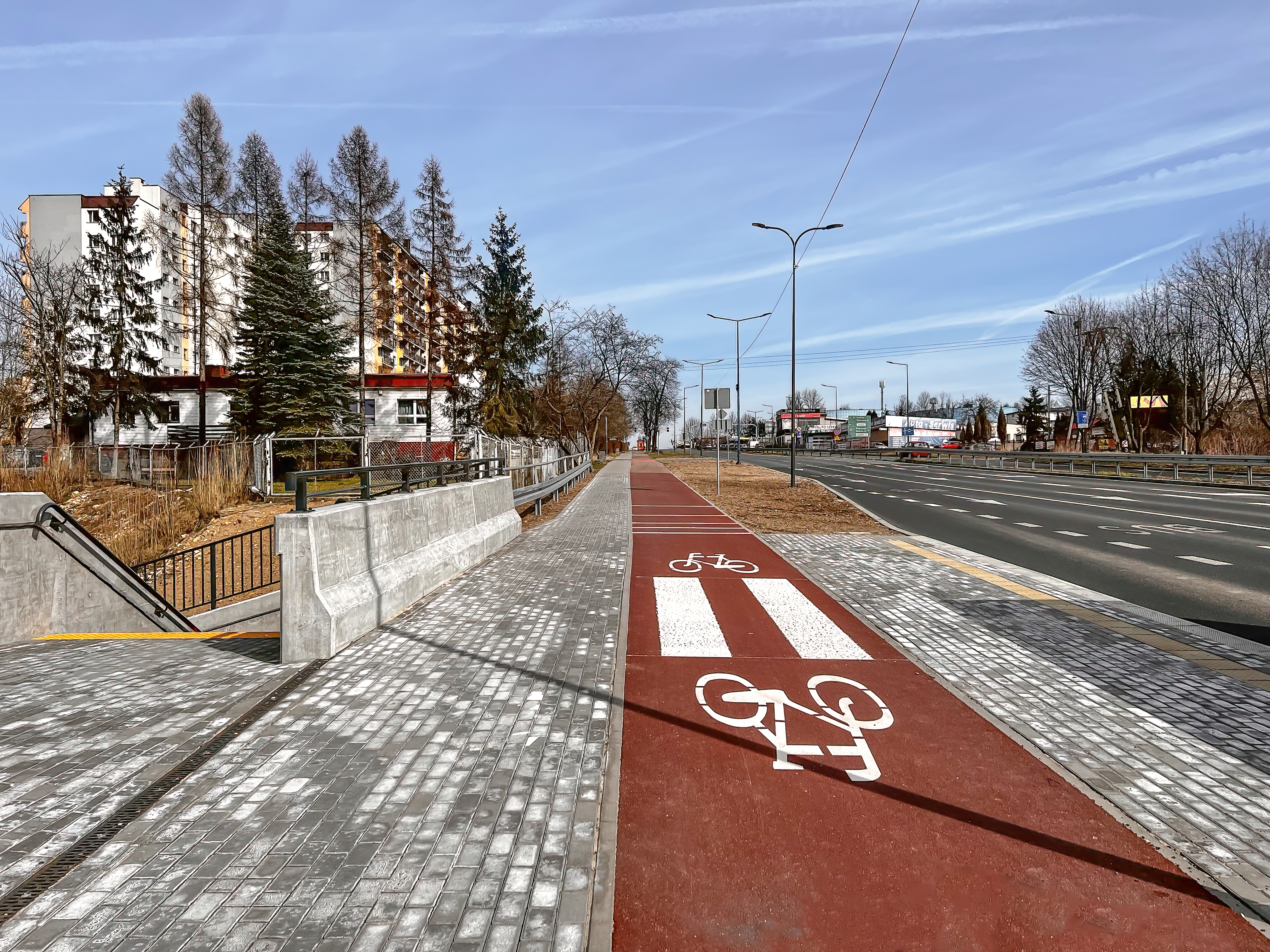
Droga rowerowa z czerwonego asfaltu; Widoczne oznaczenie poziome drogi

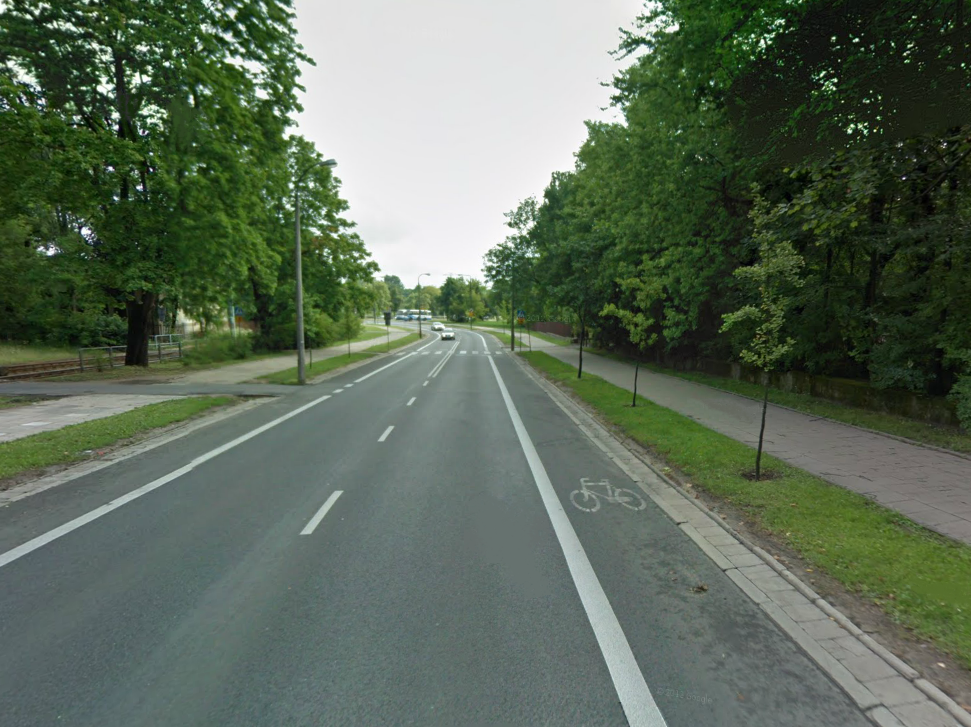
Pasy rowerowe na ulicy Międzyparkowej w Warszawie

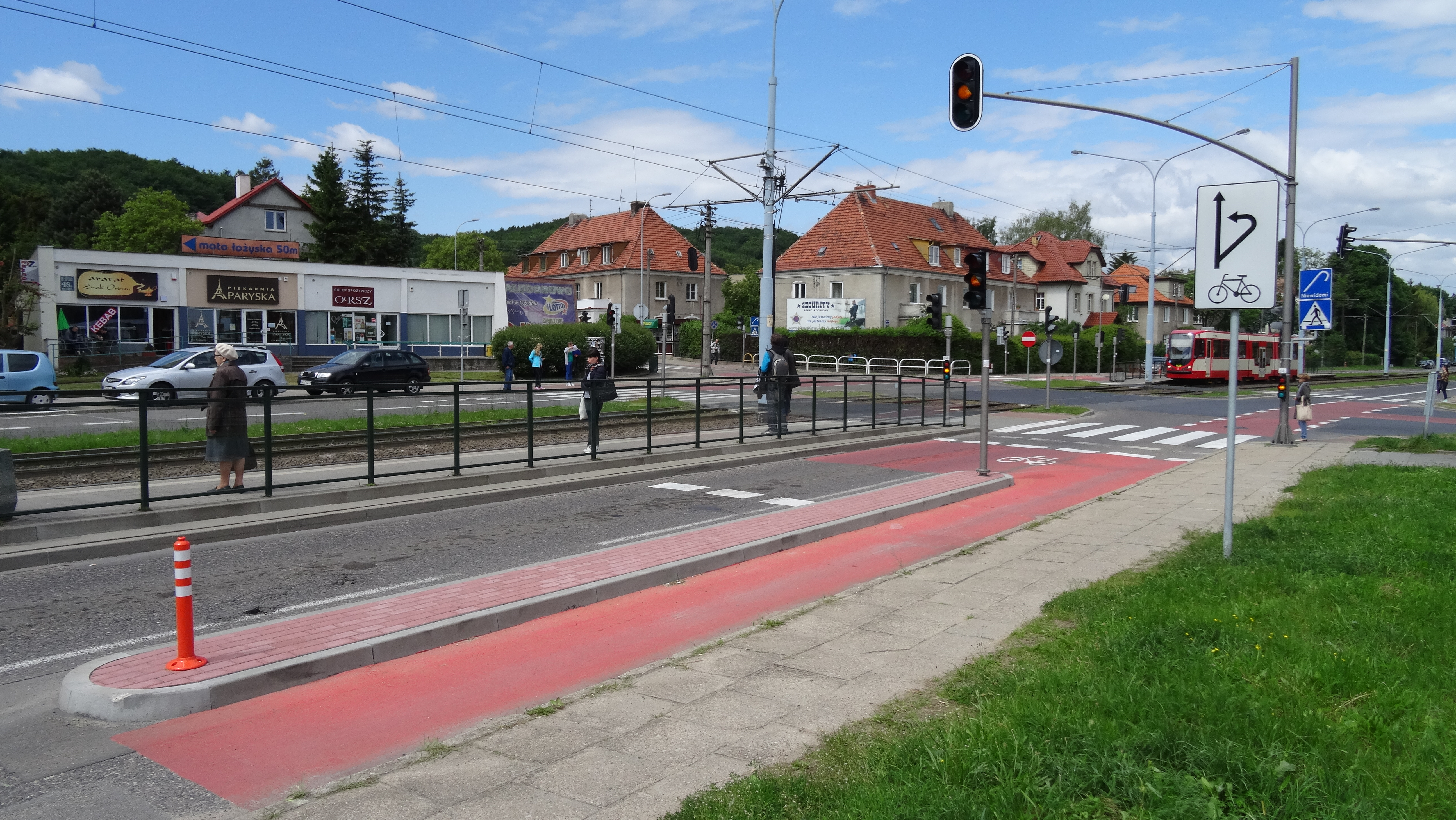
Śluza rowerowa w Gdańsku na skrzyżowaniu ulic Wita Stwosza i Bażyńskiego przy kampusie Uniwersytetu Gdańskiego

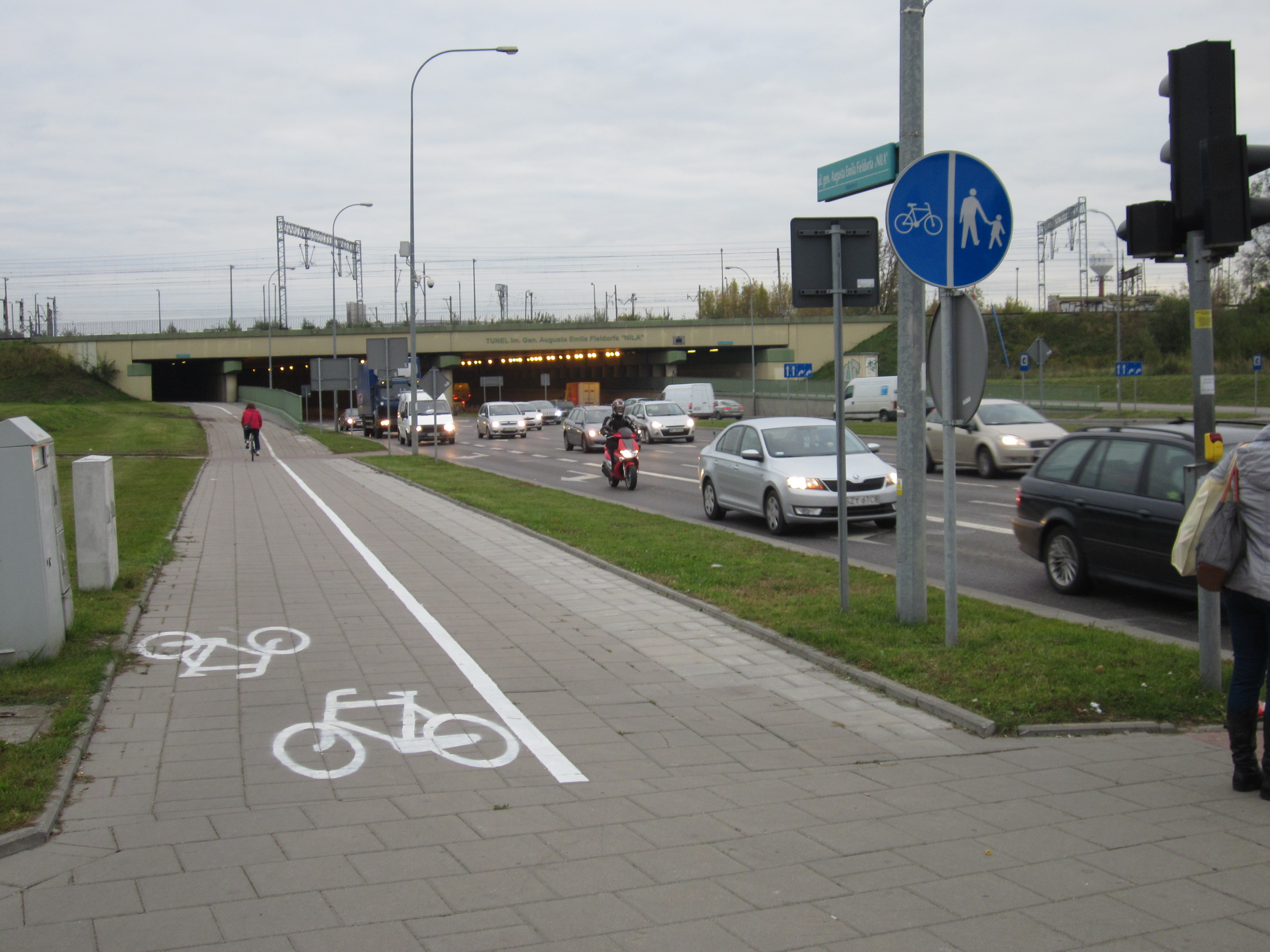
Droga rowerowa biegnąca wzdłuż ciągu pieszego przy ul. Popiełuszki w Białymstoku

Droga dla rowerów – droga lub część drogi niebędącą jezdnią, oznaczona odpowiednimi pionowymi znakami drogowymi, przeznaczona do ruchu rowerów, hulajnóg elektrycznych i urządzeń transportu osobistego oraz osób poruszających się przy użyciu urządzenia wspomagającego ruch i ruchu pieszych, w przypadkach przewidzianych w ustawie.
- Drogami dla rowerów nie są pasy, ani kontrapasy rowerowe[2].
- Ciąg pieszo-rowerowy powinien być określany jako droga dla pieszych i rowerów[3].
- Z dróg dla rowerów nie mogą korzystać wózki rowerowe, ani wózki inwalidzkie.

## Nazewnictwo
Droga rowerowa często potocznie jest nazywana ścieżką rowerową. Istnieją również określenia trasa rowerowa czy szlak rowerowy, których nie należy mylić z drogą rowerową. Droga dla rowerów może stanowić element: trasy rowerowej, szlaku rowerowego.

## Rodzaje miejskich dróg dla rowerów

### Ze względu na rodzaj
- Samodzielne, w pasie drogowym
- Samodzielne, niezależna od układu drogowego (np. w parku, nad rzeką)
- Wydzielone z jezdni
- Wydzielone z chodnika

### Ze względu na kierunek
- Jednokierunkowe:
  - prowadzone ulicą jednokierunkową w przeciwnym kierunku w stosunku do kierunku jazdy aut (kontrapas)
  - dwie (o przeciwnych kierunkach jazdy) po przeciwległych stronach jezdni
- Dwukierunkowe

## Drogi dla rowerów w Polsce
Liderami w Polsce pod względem długości dróg dla rowerów w 2021 roku były: Warszawa (675 km), Wrocław (360 km), Poznań (322 km), Kraków (253 km), Łódź (230 km), Lublin (172 km), Białystok (159 km), Gdańsk (130 km). Rady kilku polskich miast wprowadziły obowiązek budowania dróg dla rowerów w trakcie przebudów, rozbudów, czy nawet remontów dróg, o ile to tylko możliwe (np. Gdańsk, Warszawa, Łódź, Zamość, Kraków, Gdynia, Radom). W praktyce jednak zasada ta jest często ignorowana.
Problemem wielu polskich miast jest niska jakość dróg dla rowerów. Wiele z nich jest źle zaprojektowanych – o nieodpowiedniej nawierzchni (z kostki brukowej), zbyt blisko chodników, bez spełnienia wymogów tj. skrajnia, promienie skrętu, szerokość, wjazd z jezdni i zjazd na jezdnię – lub nawet nie podlegały projektowaniu – wydzielone z chodnika lub nawet utworzone na chodniku w postaci ciągu pieszo-rowerowego, co skutkuje pogorszeniem bezpieczeństwa pieszych oraz rowerzystów.
W wielu krajach drogi dla rowerów buduje się po śladzie zlikwidowanych linii kolejowych. Drogi te charakteryzują się łagodnymi łukami i niewielkimi nachyleniami. W szczególności adaptowane są na velostrady. Wykorzystują one infrastrukturę pozostałą po zdemontowaniu szyn i podkładów kolejowych – nasypy, wykopy, mosty i wiadukty, czasem nawet tunele. W Polsce przykładami byłych linii kolejowych, które posłużyły do tego celu są: linia Połczyn-Zdrój-Złocieniec, linia Orneta-Lidzbark Warmiński, linia kolejowa nr 263 Swarzewo-Krokowa, odcinek Oborniki Wlkp.-Stobnica, kilka odcinków zlikwidowanych linii wąskotorowych na południe od Kołobrzegu. Na drogę dla rowerów przerobiono starą jezdnię drogi wojewódzkiej nr 414 w rejonie Prudnika.
11 maja 2014 została podpisana ustawa pozwalająca na budowę dróg rowerowych na wałach przeciwpowodziowych. Drogi rowerowe podobnie jak drogi krajowe podlegają regulacjom specustawy, która umieszcza drogi rowerowe i pieszo-rowerowe w katalogu celów publicznych, co pozwala także na wywłaszczenie w celu budowy takowych. Stanowisko to w 2019 zostało potwierdzone wyrokiem Wojewódzkiego Sądu Administracyjnego.

## Aspekty prawne w prawodawstwie polskim

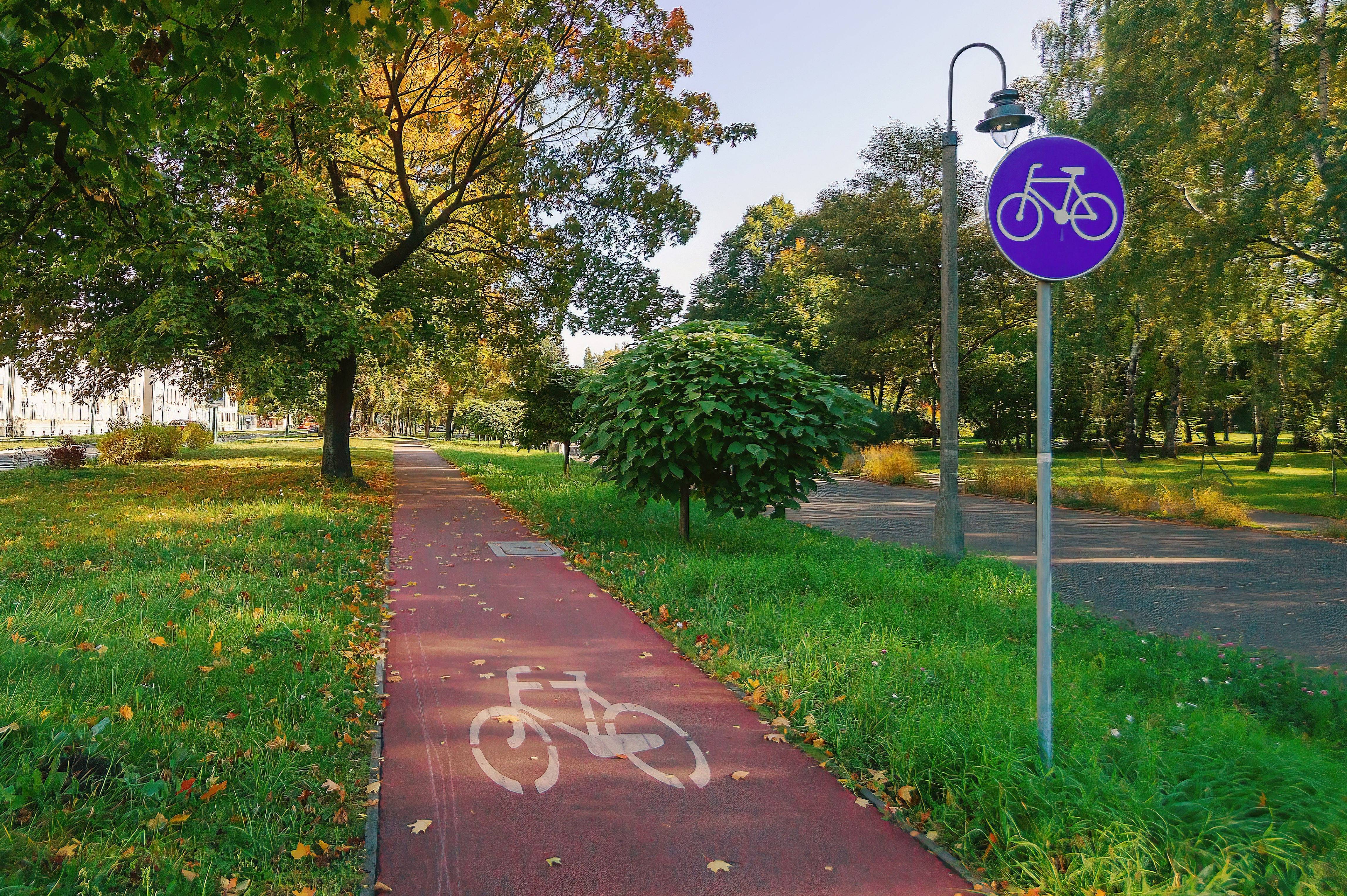
Znak poziomy i znak pionowy oznaczający drogę rowerową.

Prawo o ruchu drogowym określa zasady poruszania rowerem po drogach dla rowerów oraz relacje między rowerzystami i kierowcami na punktach styku tego typu dróg z jezdniami. Zasady te omawia art. 27 ustawy – Prawo o ruchu drogowym:
Art. 27.
- 1. Kierujący pojazdem, zbliżając się do przejazdu dla rowerzystów, jest obowiązany zachować szczególną ostrożność i ustąpić pierwszeństwa kierującemu rowerem, hulajnogą elektryczną lub urządzeniem transportu osobistego oraz osobie poruszającej się przy użyciu urządzenia wspomagającego ruch, znajdującym się na przejeździe.
- 1a. Kierujący pojazdem, który skręca w drogę poprzeczną, jest obowiązany zachować szczególną ostrożność i ustąpić pierwszeństwa kierującemu rowerem, hulajnogą elektryczną lub urządzeniem transportu osobistego oraz osobie poruszającej się przy użyciu urządzenia wspomagającego ruch, jadącym na wprost po jezdni, pasie ruchu dla rowerów, drodze dla pieszych i rowerów, drodze dla rowerów lub innej części drogi, którą zamierza opuścić.

A z punktu widzenia rowerzysty zasady te zawarte są w art. 33:
- 1. Kierujący rowerem lub hulajnogą elektryczną jest obowiązany korzystać z drogi dla rowerów, drogi dla pieszych i rowerów lub pasa ruchu dla rowerów, jeżeli są one wyznaczone dla kierunku, w którym się porusza lub zamierza skręcić. Kierujący rowerem lub hulajnogą elektryczną, korzystając z drogi dla pieszych i rowerów, jest obowiązany zachować szczególną ostrożność i ustępować pierwszeństwa pieszemu.
- 1a. Kierujący rowerem lub hulajnogą elektryczną może zatrzymać się w śluzie dla rowerów obok innych kierujących tymi pojazdami. Jest obowiązany opuścić ją, kiedy zaistnieje możliwość kontynuowania jazdy w zamierzonym kierunku i zająć miejsce na jezdni zgodnie z odpowiednio art. 33 ust. 1 lub art. 16 ust. 4 i 5.

### Droga dla rowerów na gruncie polskiego prawa
Usytuowanie drogi dla rowerów względem jezdni powinno zapewnić bezpieczeństwo ruchu. Szerokość drogi dla rowerów powinna wynosić nie mniej, niż:
- 1,5 m – gdy jest jednokierunkowa
- 2,0 m – gdy jest dwukierunkowa
- 2,5 m – gdy z jednokierunkowej drogi dla rowerów mogą korzystać piesi

Szerokość drogi dla rowerów należy ustalać indywidualnie, jeżeli oprócz prowadzenia ruchu rowerowego pełni ona inne funkcje.

### Pas ruchu dla rowerów
Według prawa o ruchu drogowym pas ruchu dla rowerów to część jezdni przeznaczona do ruchu rowerów w jednym kierunku, oznaczona odpowiednimi znakami drogowymi.
Szczególnym przypadkiem pasa rowerowego jest kontrapas rowerowy.

## Zobacz także
- Trasa rowerowa
- Szlak rowerowy
- Droga dla rowerów i pieszych
- Ścieżka rowerowa